# 孫維城
孫維城（1540年—1602年），字宗甫，號衛宇，山東東昌府丘縣（今河北省邱縣邱城鎮）人，明朝政治人物。

## 生平
隆慶四年（1570年），庚午科山東鄉試中第六十四名舉人。隆慶五年（1571年），聯捷辛未科進士，都察院觀政，授河南濬縣知縣，丁憂歸。萬曆三年（1575年）復除太康縣，再次丁憂。八年復除直隸任丘縣知縣。萬曆十年（1582年），升南京湖廣道監察御史，十四年差巡视下江，十四年管屯田印馬。張居正夺情，寧國儒生吴仕期意欲上书反对。书未發時，太平府同知龙宗武报告给操江提督胡價，让他告诉张居正。恰逢有人偽造海瑞彈劾張居正的奏折，將他的上疏也印在邸報上。龙宗武認為是吴仕期所为，将其逮捕下狱，严刑拷打七天，吴仕期被折磨致死。張居正死後，吴仕期妻子訟冤，孙维城將事情如實上報。此时，胡價已經擔任刑部侍郎、龙宗武已是湖广参议，都被撤职流放边地，天下人為之稱快。宦官田玉提督太和山，请求兼任地方防守事宜，萬曆帝同意。孙维城援引祖制，极力认为不可。
不久因为申救御史范儁，孙维城被停发俸禄一年。又因违背恩师大学士许国意旨，萬曆十五年（1587年）外放为松江府知府，次年改永平府。二十年二月升山西口北道副使，仍管赤城屯牧，修理亭障二百六十所，招史、车二部一千余人。以功绩纪录，二十三年五月加升为按察使，仍管口北道事。部落首领安兔挟持五千骑兵邀功请赏，孙维城请求督抚，免除赏赐并责备他，于是安兔不敢放肆。萬曆二十五年五月升山西右布政使，移守宣府，分管西南二路，改为广东左布政使。
万历二十九年（1601年）五月，拜都察院右僉都御史，巡撫延绥。河套地区诸部落常常反叛，孙维城停止他们进贡、互市十余年。后来，他又收复松山，修筑边境城市，各部落首领异常恐慌，便加紧袭击。这时，吉囊、卜庄等乞求和议。听说巡抚王见宾离职，请求更为迫切。在宁夏著宰，也向巡抚杨时宁请求朝廷派兵。两镇均上奏，给事中桂有根请让边臣自做主张。孙维城刚代替王见宾，杨时宁也升任离开，由黄嘉善代替，二人一起相互约束。孙维城又陈上有关善后事宜六件，重新巩固边防。
最初，孙维城在宣府，与总兵官麻承恩关系交恶。恰好麻承恩也移镇延绥。一天，孙维城看见城外积沙几乎与城墙一样高，命令兵丁除掉它。麻承恩挑唆众人说：“连饭都吃不饱，还能除尽塞上的沙吗？”士兵于是喧哗。孙维城正言道：“除城沙，以防寇耳，非謂塞上沙也。”士兵醒悟后散去。孙维城因此自劾，皇帝慰留，整治哗变的士兵。然而孙维城竟因此得病，不數月卒，年六十三。将吏进入他家查看，财囊中仅有俸禄数金，眾人集資送其遺體回鄉下葬。

## 家族
五世祖錢文中，四世祖錢剛，曾祖錢友，祖錢麟，父錢尚賢。

## 延伸阅读
[在维基数据编辑]
 《國朝獻徵錄·卷之六十三》，出自焦竑《國朝獻徵錄》
 《明史卷二百二十七》，出自《明史》